# Pfaffia gleasonii
Pfaffia gleasonii là loài thực vật có hoa thuộc họ Dền. Loài này được Suess. miêu tả khoa học đầu tiên năm 1938.